# Champeaux
Champeaux é uma comuna francesa na região administrativa da Normandia, no departamento Mancha. Estende-se por uma área de 4,29 km². Em 2010 a comuna tinha 367 habitantes (densidade: 85,5 hab./km²).